# 阳自碧
阳自碧（1918年12月—2015年8月30日），四川巴中人。1933年8月参加中国工农红军，1934年8月加入共青团。中国人民解放军少将。

## 生平
1933年，参加中国工农红军，参加长征。1937年，加入中国共产党，后参加平津战役。中华人民共和国成立后，担任中国人民解放军总参谋部机要局副局长。1960年，任国防部国防科委第五十一研究所副所长，1964年任所长。1970年，任四川省军区副司令员。
1955年，授予大校军衔；1964年，晋升为少将军衔。曾荣获三级八一勋章、二级独立自由勋章、二级解放勋章和一级红星功勋荣誉章。
2015年8月30日，在成都去世。